# Opel Olympia
La Olympia era un'autovettura di fascia media prodotta dal 1935 al 1953 dalla Casa automobilistica tedesca Opel.

## Profilo e storia
Durante la prima metà degli anni trenta l'automobile stava subendo una profonda evoluzione stilistica: si stava infatti diffondendo in quegli anni la cultura e la moda dello "streamlining", ossia di quella tendenza stilistica volta a creare automobili dalla carrozzerie tondeggianti, sinuose e profilate, in una parola, aerodinamiche. Tale tendenza avrebbe raggiunto il suo culmine alla fine del decennio, quando, specie nelle auto di lusso, si videro carrozzerie dai profili arditi, definite con il termine francese "flamboyant".

Ma non era necessario arrivare a tali vetture per constatare tale evoluzione stilistica: anche nelle fasce più basse si cominciarono a vedere modelli sempre più tondeggianti e profilati, già fin dalla prima metà del decennio. La Opel in listino aveva già alcuni modelli del genere, vale a dire la 2.0 L e la 1.3 L. Quest'ultima era vista dalla Casa più che altro come un modello-cuscinetto, in attesa di lanciare un vero e proprio nuovo modello. La 1.3 L era infatti una 2.0 L su telaio a passo accorciato e con un propulsore derivato dalla più economica 1.2 L. Doveva fungere da apripista per il vero nuovo modello, il cui progetto era già in fase di sviluppo da qualche tempo. Alla Opel, infatti, non si decise solo di continuare con la moda dello "streamlining", ma anche di proporre qualcosa di veramente innovativo. L'anno prima, in Francia, la Citroën stupì tutti con la sua Citroën Traction Avant, prima vettura che riuniva in sé numerose soluzioni d'avanguardia come la scocca portante e la trazione anteriore, un modello importantissimo nella storia della Casa francese.
Alla Opel si decise di portare avanti il progetto in quel senso, con l'intento di realizzare una vettura dotata di scocca portante in acciaio, sapendo anche che in Germania tale soluzione non era stata ancora sperimentata (le DKW avevano scocca portante, ma in legno) e che pertanto avrebbe presumibilmente riscosso un notevole successo. E fu proprio a metà degli anni '30 del secolo scorso che, nel quadro storico di un forte sviluppo della Casa di Rüsselsheim (che in quel periodo raggiunse i 100.000 esemplari annui), venne presentata la nuova Opel Olympia.

### Prima serie
La presentazione della nuova vettura avvenne in particolare nel febbraio del 1935 al Salone di Berlino: il nome Olympia fu scelto in onore dei Giochi olimpici estivi che si sarebbero tenuti in Germania nel 1936. La sigla di progetto fu invece 13237 e fu la sigla con la prima generazione della Olympia fu nota all'epoca agli addetti ai lavori. Con il suo arrivo, la 1.3 L fu pensionata e la Olympia poté così cominciare la sua fortunata carriera.

#### Typ 13237: caratteristiche
Di fatto, la Olympia colse nel segno: fu infatti la prima vettura tedesca di grande produzione ad utilizzare una scocca portante in acciaio, nonché una delle più valide esponenti tedesche dello stile aerodinamico di metà anni '30 applicato a modelli di fascia media o medio-bassa. La scocca portante consentiva di abbassare il baricentro della vettura e nello stesso tempo di alleggerirne la struttura, fatto che permetteva anche prestazioni più brillanti proprio in virtù del peso ridotto. Ciò fu quasi un atto dovuto, viste le scarse prestazioni del motore, che era praticamente lo stesso 4 cilindri che equipaggiava la 1.3 Liter. Tale motore, della cilindrata di 1288 cm³, disponeva di distribuzione a valvole laterali ed arrivava ad erogare una potenza massima di 24 CV a 3300 giri/min, non molti quindi, ma la coppia massima era di 70 N·m a 1600 giri/min e pertanto si godeva di uno spunto relativamente soddisfacente per l'epoca. In ogni caso, le prestazioni non erano molto esaltanti, poiché la velocità massima arrivava a 95 km/h. 
Il cambio era a tre marce: il resto del sistema di trasmissione era composto da una frizione monodisco e da un differenziale con dentatura a spirale. Per quanto riguarda la meccanica telaistica, le sospensioni anteriori erano a ruote indipendenti con schema Dubonnet, mentre il retrotreno era ad assale rigido. L'impianto frenante prevedeva invece quattro tamburi ed era a comando meccanico.
Una menzione particolare va alle particolari caratteristiche riguardanti la Olympia nell'ambito della sicurezza passiva: la scocca della vettura fu infatti realizzata attraverso un processo di saldatura a punti e termoformatura, in maniera tale da ottenere una cella abitativa indeformabile, mentre altre zone della carrozzeria erano invece di tipo deformabile per assorbire le linee d'urto in caso di impatto. Ciò fa della Olympia uno dei precursori del concetto di cella indeformabile, assolutamente imprescindibile al giorno d'oggi durante la progettazione di una vettura odierna.
Stilisticamente, la prima generazione della Olympia era caratterizzata in primis da un frontale a fari seminglobati nei parafanghi e da una grossa calandra centrale. Ai prominenti parafanghi faceva da contraltare l'assenza dei predellini centrali, una caratteristica tipica delle vetture dei tardi anni '30. La sua linea, moderna per gli standard dell'epoca, affascinò anche molte altre aziende automobilistiche, prima fra tutte la Renault, che si ispirò fortemente ad essa per realizzare la sua Juvaquatre due anni più tardi.

#### La carriera commerciale
La commercializzazione fu ufficialmente avviata alla fine del mese di aprile del 1935: la Olympia era disponibile inizialmente con carrozzeria di tipo berlina trasformabile. Solo a partire dal novembre dello stesso anno fu introdotta anche la berlina chiusa a due porte. Tale ritardo fu dovuto all'iniziale mancanza di adeguati stampi per le lamiere che avrebbero dovuto costituire il tetto della berlina chiusa, stampi che di fatto giunsero in fabbrica con alcuni mesi di ritardo.
Nonostante ciò, però, già la prima generazione della Olympia riscosse un buon successo ed in due anni e mezzo ne furono prodotti 81.661 esemplari, che a quell'epoca era un risultato più che buono.

Durante l'ultimo anno di produzione, la Olympia fu oggetto di alcuni aggiornamenti meccanici con i quali il cambio divenne a quattro marce, mentre la potenza massima salì a 26 CV. Altri aggiornamenti avvenuti in contemporanea furono l'arrivo di un nuovo impianto frenante idraulico, di un nuovo attacco per i cerchi in acciaio e della leggera riduzione della carreggiata anteriore (da 1,11 a 1,092 m).
La prima serie dell'Olympia fu tolta di produzione alla fine del 1937.

### Seconda Serie
La seconda generazione della Olympia, contraddistinta dalla sigla di progetto OL38, fu presentata nel febbraio 1938 al Salone di Berlino, come già per il modello precedente.

#### Typ OL38: caratteristiche

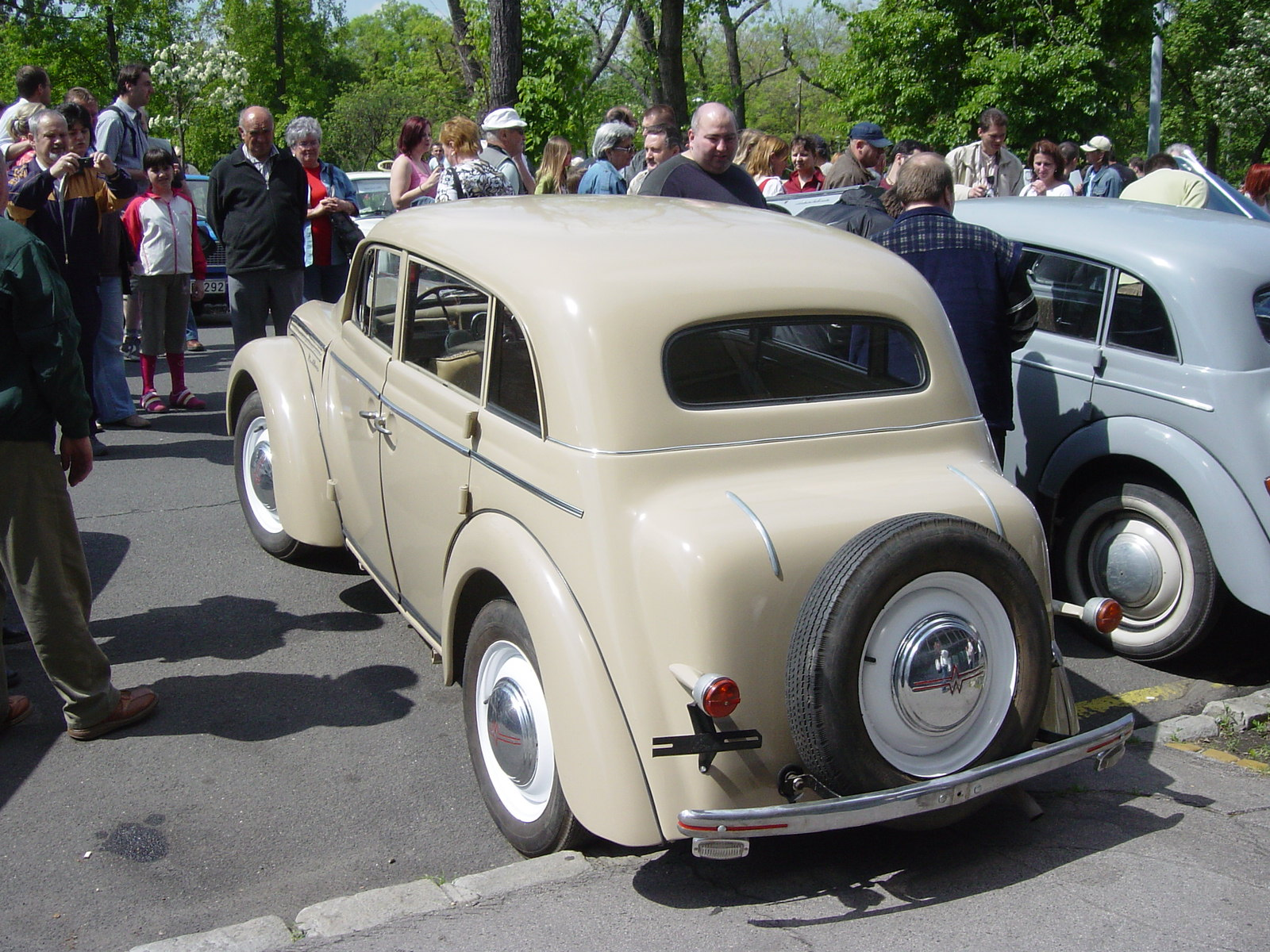
Una Opel Olympia Typ OL38 berlina 4 porte

Esteticamente, la nuova serie si differenziava per un leggero, ma generale restyling, il quale trovava i suoi più evidenti elementi distintivi nel frontale, dove ora si trovava una calandra molto più bombata ed arrotondata rispetto alla serie precedente, e solcata trasversalmente da sei listelli cromati. La gamma delle versioni si arricchì con l'arrivo della berlina a 4 porte, che andò ad aggiungersi alla berlina a 2 porte ed alla trasformabile.
Tecnicamente, vi furono novità consistenti: la nuova serie della Olympia adottò infatti un nuovo 4 cilindri in linea da 1488 cm³ con distribuzione a valvole in testa, una soluzione introdotta sulla Opel Super 6 l'anno prima. In realtà, fu l'intero propulsore ad essere derivato dalla Super 6. Il nuovo motore della Olympia, infatti, non fu altro che una versione a corsa accorciata (da 82 a 74 mm) del propulsore della Super 6, ma privato di due cilindri. Tale propulsore arrivava ad erogare una potenza massima di 37 CV a 3500 giri/min ed una coppia massima di 90 N·m a 2000 giri/min. Il cambio era a 4 marce, come sulle ultime Olympia prima serie. Per quanto riguarda le soluzioni telaistiche relative alle sospensioni, l'avantreno fu dotato di un nuovo schema a ruote indipendenti, mentre i freni rimasero invariati. Il telaio in sé fu invece allungato nella misura del passo, che salì così da 2,37 a 4,43 metri. Per il resto, vi furono solo cambiamenti di dettaglio, come la batteria più potente o come il nuovo carburatore di tipo Carter.
Grazie al nuovo propulsore, la nuova Olympia raggiungeva una velocità massima di circa 110 km/h, con un consumo medio di 10.5 litri/100 km.

#### La tormentata carriera a cavallo della guerra
La seconda generazione della Olympia fu posta in listino a prezzi compresi fra i 2.675 marchi richiesti per una berlina a 2 porte e i 2.950 marchi richiesti invece a chi voleva aggiungere due porte in più. In mezzo stava la trasformabile, venduta a 2.750 marchi.
Nel 1939 la Olympia fu sottoposta ad alcune modifiche di dettaglio, mentre nel maggio 1940, in pieno conflitto mondiale, la produzione fu sospesa dopo che la Olympia venne prodotta in 87.214 esemplari. Dopo il conflitto, la Casa di Rüsselsheim dovette fare i conti con i danni subiti dai suoi impianti. Dopo essersi appoggiata sulla produzione di frigoriferi e dopo aver avviato la produzione degli autocarri Blitz, nel dicembre del 1947 la Opel avviò finalmente la produzione della Olympia, sempre basata sulla seconda generazione. Questa seconda parte della produzione vide la gamma restringersi, dal momento che la Olympia venne prodotta unicamente in versione berlina a 2 porte. Invariata fu invece la meccanica rispetto alla Olympia lanciata nel 1938. La differenza più evidente stava ancora una volta nella misura del passo, che nella Olympia post-bellica scese a 2,395 metri. Il prezzo richiesto per la berlina a 2 porte fu di 6.785 marchi (dato aggiornato al luglio 1948).
La Olympia seconda serie fu tolta di produzione nel dicembre 1949 dopo altri 25.952 esemplari prodotti.

### Terza Serie

#### Caratteristiche del modello 1950
Nel gennaio 1950, con l'uscita di produzione della seconda serie dell'Olympia, fu introdotta la terza, che propose una nuova carrozzeria profondamente aggiornata e caratterizzata in primo luogo dal nuovo frontale, dove i classici fari circolari semi-inglobati nella carrozzeria (aspetto presente anche sulle precedenti Olympia) sovrastavano una nuova calandra a spessi listelli orizzontali cromati, listelli che seguivano le forme bombate del muso, divenendo curvilinei al centro e dritti alle estremità. Gli stessi parafanghi erano molto più massicci rispetto ai modelli precedenti ed erano quindi piuttosto in linea con le tendenze stilistiche dell'epoca, in voga nel periodo a cavallo tra la fine degli anni quaranta e l'inizio degli anni cinquanta.
Lungo la fiancata, all'altezza della linea di cintura, una linea cromata percorreva quasi per intero la lunghezza della vettura. La parte posteriore era invece decisamente più pronunciata di quella delle Olympia precedenti e ciò andava a vantaggio della capacità di carico del bagagliaio.
Meccanicamente la Olympia terza serie ricalcava quasi del tutto la serie precedente: si ritrovavano così il motore da 1.5 litri a valvole in testa da 37 CV, l'avantreno a molle elicoidali con ammortizzatori idraulici, il retrotreno con molle a balestre semiellittiche ed i freni a tamburo sulle quattro ruote. Anche il telaio con passo da 2,395 metri era il medesimo della precedente Olympia, Identiche anche le prestazioni. Una delle pochissime differenze meccaniche stava nel cambio, il quale tornò ad essere a tre marce, ma con seconda e terza marcia sincronizzate.

#### Evoluzione del modello

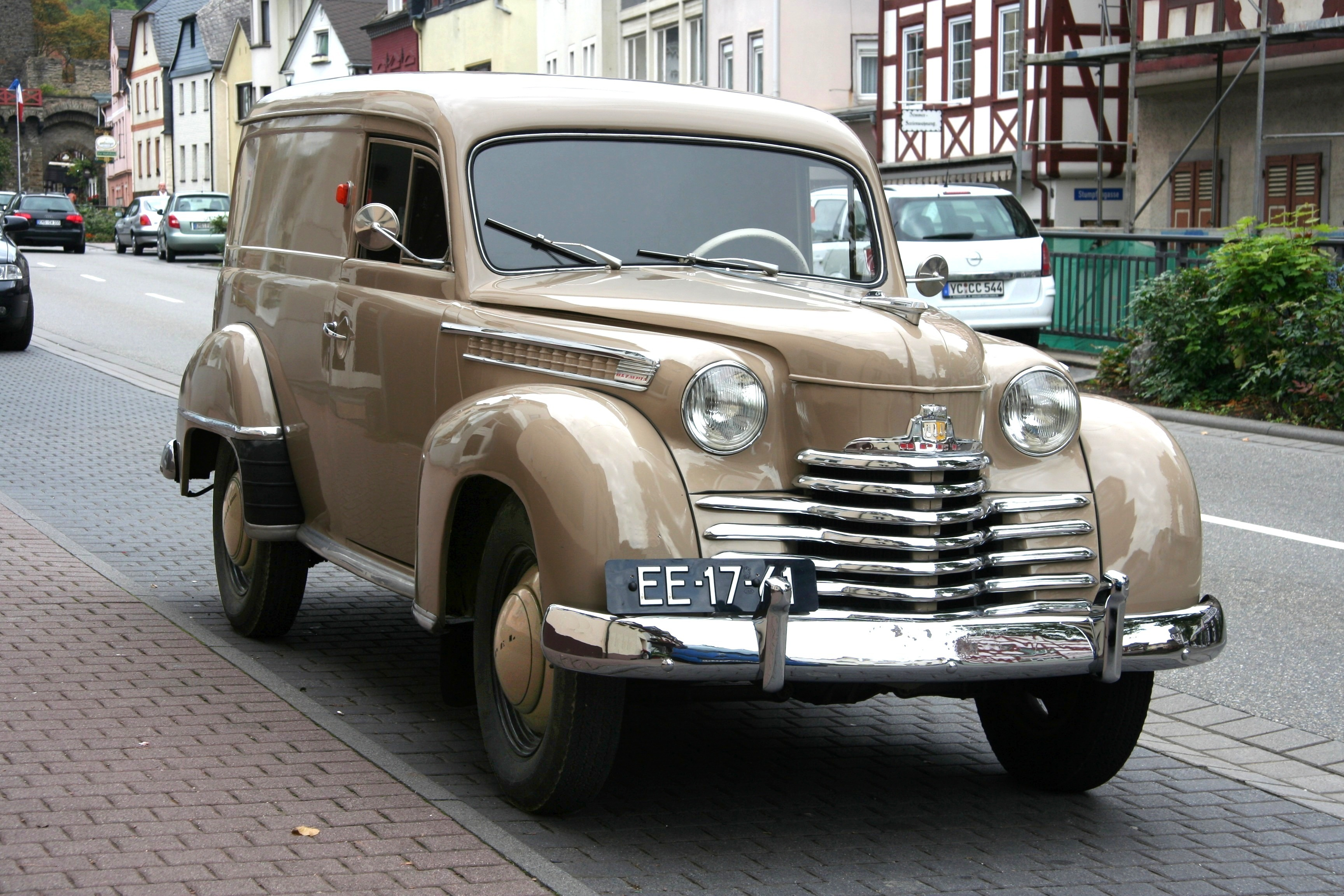
Una Opel Olympia furgonetta

Per quanto riguarda la gamma carrozzerie, la terza ed ultima generazione della Olympia venne proposta come berlina a 2 porte, trasformabile ed anche nell'inedita variante furgonetta. Quest'ultima era la variante più economica, essendo proposta ad un prezzo di 6.500 marchi. La trasformabile, con i suoi 6.950 marchi era invece la più costosa.
Con questa configurazione la gamma della Olympia del 1950 cominciò la sua carriera commerciale.
Nel 1951 vi fu una leggera rivisitazione a livello meccanico e la Olympia passò da 37 a 39 CV a 3500 giri/min, migliorando leggermente anche la velocità massima che arrivò a 112 km/h. Nel 1952 un altro aggiornamento tecnico di dettaglio introdusse gli ammortizzatori idraulici telescopici al retrotreno.
Nel 1953 la terza ed ultima serie della Opel Olympia fu tolta di produzione: nella Germania di allora, la Olympia ebbe un notevole successo, merito anche delle sue qualità di maneggevolezza e relativa economia di esercizio, pur non essendo un'auto alla portata di tutti, specie in un periodo difficile come i primi anni '50. La sola terza serie fu prodotta in oltre 130.000 unità, un bel risultato all'epoca.

### Il dopo-Olympia
Conl'uscita di scena della terza serie, il nome Olympia non fu comunque abbandonato, ma fu ripreso subito dopo per costituire il nome del nuovo modello, la Olympia Rekord. Le versioni più economiche della Olympia Rekord furono battezzate semplicemente Olympia e negli anni successivi, dopo che l'Olympia Rekord fu ribattezzata semplicemente Rekord, il nome Olympia fu nuovamente ripreso per indicare un nuovo modello, la Olympia A, versione di lusso delle Kadett B prodotte in quel periodo.